# Varnost ljudi
Varnost ljudi je nastajajoča paradigma za razumevanje globalnih ranljivosti, katerih pobudniki izzivajo tradicionalni pojem nacionalne varnosti s trditvijo, da mora biti za varnost poskrbljeno na strani posameznika in ne države. Varnost ljudi pomeni osredotočati se na ljudi, z multidisciplinarnim razumevanjem varnosti, ki vključuje več raziskovalnih področij, vključno z razvojnimi študijami, mednarodnimi odnosi, strateškimi študijami in človekovimi pravicami. Poročilo Programa Združenih narodov za razvoj o človekovem razvoju iz leta 1994]], se šteje kot mejnik med publikacijami na področju človekove varnosti, s svojo trditvijo, da je zagotavljanje "svobode iz potrebe" in "svobodo pred strahom" za vse osebe najboljša pot k odpravljanju problema negotovosti v svetu..
Kritiki koncepta trdijo, da njena nejasnost vpliva na njeno učinkovitost,, ki je postal le malo več kot vozilo za aktiviste, ki želijo spodbujati nekatere vzroke in da ne pripomore raziskovalni skupnosti razumeti, kaj pomeni varnost ljudi niti ni odločevalcem v pomoč pri oblikovanju dobrih zakonov.. Alternativno pa drugi strokovnjaki trdijo, da je potrebno koncept varnosti ljudi razširiti in zajeti kot del vojaške varnosti: "Z drugimi besedami, če ta stvar, poimenovana varnost ljudi v svoji osnovi vsebuje besedo “človek”, potem naj obravnava vprašanje človeškega stanja neposredno. Na podlagi tega je moč razumeti, da varnost ljudi ne more biti več biti le nejasen dodatek za ostrejša področja varnosti, kot je vojaška varnost ali državna varnost. 
Da bi varnost ljudi lahko izzvala področje globalne neenakosti, mora obstajati sodelovanje med zunanjimi politikami neke države in njenega pristopa h globalnemu zdravju. Vendar pa je interes države še naprej zasenčiti interes ljudi. Na primer, zunanja politika v Kanadi, "tri DS", je bila tarča kritikov, da poudarja obrambo bolj kot razvoj.